# Eissportpalast Sibir
Der Eissportpalast Sibir (russisch Ледовый Дворец Спорта «Сибирь») ist eine Eissporthalle in Nowosibirsk, Russland. Die Sportstätte ist Austragungsort der Heimspiele des HK Sibir Nowosibirsk aus der Kontinentalen Hockey-Liga.
Der Eissportpalast Sibir, welcher 1964 eröffnet wurde, wird hauptsächlich für Eishockeyspiele genutzt. Der Eishockeyverein HK Sibir Nowosibirsk aus der Kontinentalen Hockey-Liga trägt seit der Eröffnung der Arena seine Heimspiele im Stadion aus. Seit 2009 bestreitet auch die Juniorenmannschaft Sibirskije Sainperi Nowosibirsk aus der Molodjoschnaja Chokkeinaja Liga ihre Heimspiele im Stadion.